# Брентано, Антония
Антония (Тони) Брентано (нем. Antonie Brentano, урожд. Иоганна Антония Йозефа фон Биркеншток (нем. Johanna Antonie Josefa von Birkenstock; 1780—1869) — австрийская коллекционер искусства, меценат и близкий друг Людвига ван Бетховена.

## Биография

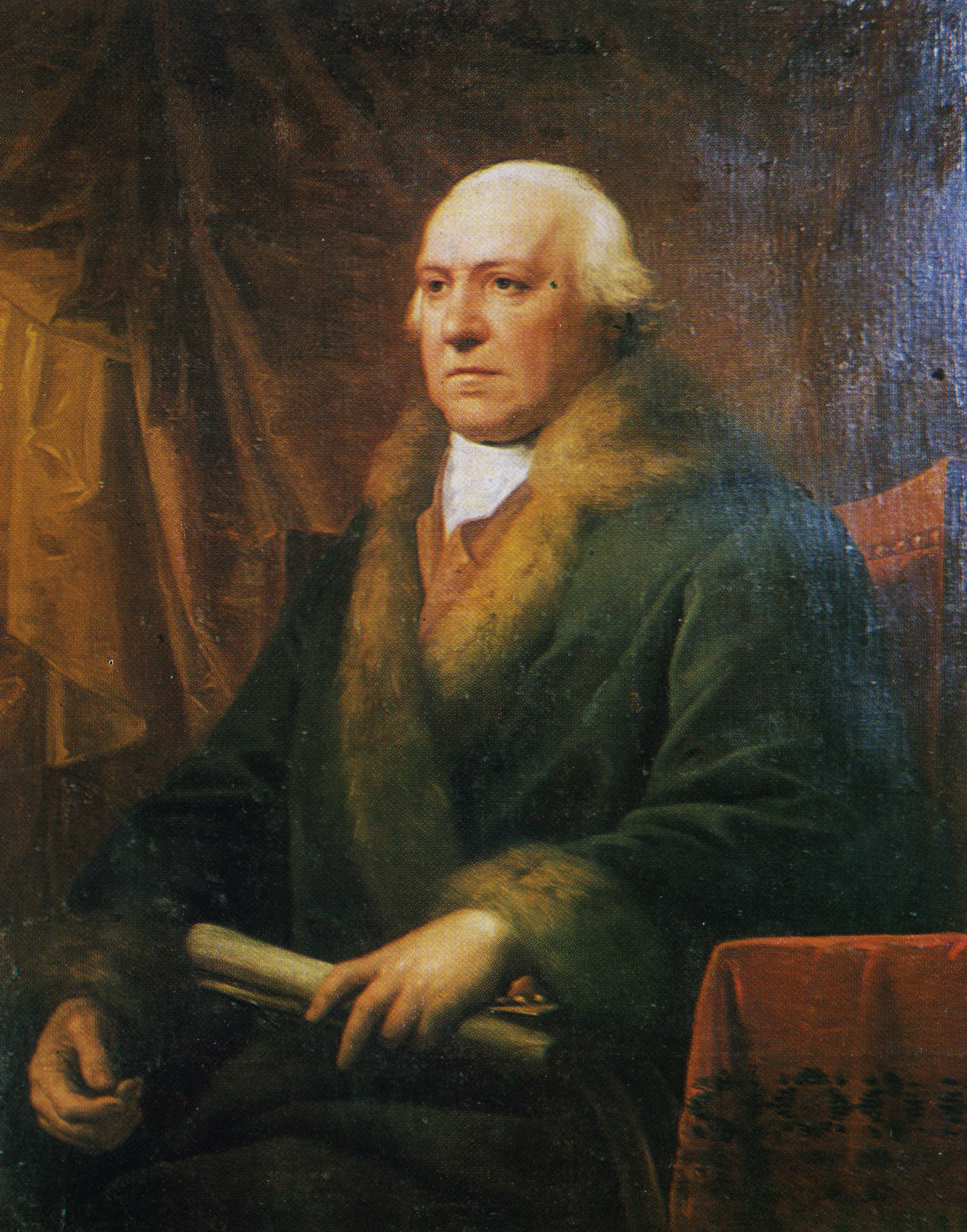
Отец Антонии

Родилась 28 мая 1780 года в Вене, была дочерью австрийского дипломата и коллекционера произведений искусства Иоганна Мельхиора фон Биркенштока и его жены Каролины Йозефы фон Хай (Carolina Josefa von Hay, 1755—1788). Кроме Антонии в семье было ещё три брата: Гуго Конрад Готфрид (1778—1825), Константин Виктор (родился и умер в 1782 году) и Иоганн Эдуард Валентин (родился и умер в 1784 году). В Вене семья проживала в большом особняке в центральном районе Ландштрасе, расположенном на Эрдберггассе, 98' (в настоящее время Эрдберггассе 19'), где размещалась большая библиотека и значительная коллекция произведений искусства Биркенштока. За десять дней до восьмого дня рождения Антонии умерла её мать, и девочка была отправлена в школу при урсулинском монастыре в Пресбурге (ныне Братислава).

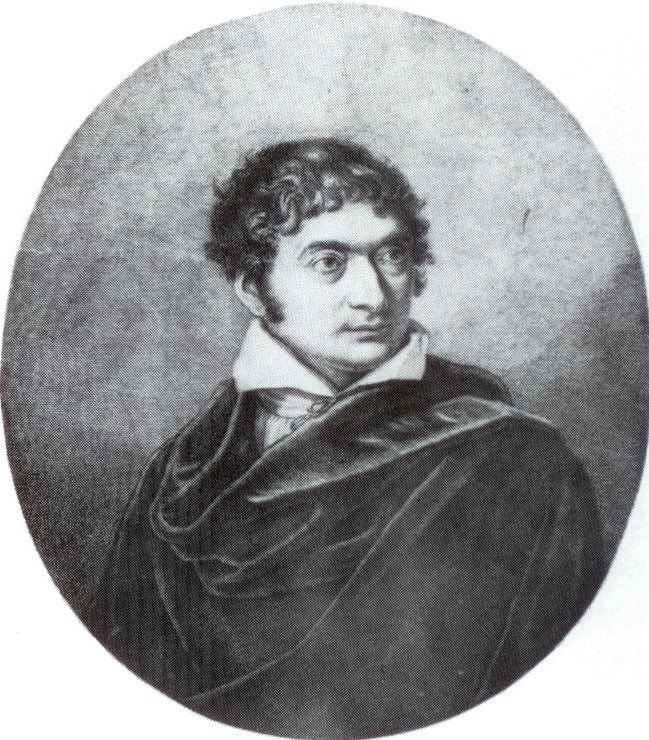
Муж Антонии

Отец подыскивал для Антонии достойного мужа, и им стал купец Франц Брентано — сводный брат Клеменса Брентано и Беттины фон Арним. Они познакомились в конце 1796 или в начале 1797 года. После долгих переговоров с отцом Антонии молодые поженились 23 июля 1798 года в соборе Святого Стефана в Вене. Через неделю они уехали во Франкфурт-на-Майне. В семье Антонии и Франца родилось шестеро детей: Матильда (03.07.1799 — 05.04.1800); Георг Франц Мельхиор (13.01.1801 — 01.03.1853); Максимилиана Эйфросина Кунигунда (08.11.1802 — 01.09.1861); Йозефа Лудовика (29.06.1804 — 02.02.1875); Франциска Элизабет (26.06.1806 — 16.10.1837); Карл Йозеф (08.03.1813 — 18.05.1850).
В августе 1809 года Антония вернулся в Вену, чтобы заботиться о своем больном отце, который умер 30 октября 1809 года. После его смерти она в течение трёх лет оставалась в Вене, чтобы разобраться с библиотечным фондом и коллекцией произведений искусства отца, а также контролировать продажу части ценностей. Только в 1832 году Антония продала пустующий особняк, а самую ценную из картин отца «Оплакивание Христа» работы Ван Дейка она завещала Франкфуртскому собору.
Семья Брентано познакомилась с Бетховеном и Гёте, соответственно, в 1810 и 1812 годах. Бетховен впоследствии стал близким другом семьи и постоянным гостем в доме Брентано, пока они находилась в Вене. Позже он посвятил Антонии одну из своих самых совершенных работ — «Вариации на тему Диабелли».
Умерла 12 мая 1869 года во Франкфурте-на-Майне и была похоронена на городском Главном кладбище. За почти девяносто лет жизни Антония Брентано пережила много своих друзей и родственников, включая мужа и пятерых из шести детей.
В 2018 году была обнаружена ранее неизвестная копия первой партитуры Симфонии № 7 Бетховена, которую композитор закончил 13 мая 1812 года. Титульный лист несет рукописное посвящение: «Meiner hochverehrten Freundin Antonie Brentano von Beethoven» («Моей многоуважаемой подруге Антонии Брентано от Бетховена»). Документ приобретен Центром Бетховена Университетом штата Калифорния в Сан-Хосе (США).

## Бессмертная возлюбленная
Людвиг ван Бетховен познакомился с Антонией Брентано в конце мая 1810 года через золовку Беттину фон Арним, и между ними сложилась глубокая дружба. После смерти Бетховена в потайном отделении его стола было найдено «Письмо бессмертной возлюбленной», которое никогда и никому не отсылалось. Впоследствии, в результате более чем столетней научной полемики, кандидатами в Бессмертную возлюбленную предполагались следующие женщины: Джульетта Гвиччарди, Тереза Брунсвик, Жозефина Брунсвик, Доротея фон Эртман, Амалия Себальд, Беттина фон Арним и Антония Брентано. По версии американского музыкального продюсера Мейнарда Соломона, известного своими биографическими исследованиями венских классических композиторов, этой «Бессмертной возлюбленной» была именно Антония Брентано.